# Polyphlebium
Poyphlebium
Genre
Polyphlebium est un genre de fougères de la famille des Hyménophyllacées.

## Description
Les espèces du genre ont un long rhizome filiforme, fin - de moins de 1 mm de diamètre -, fréquemment divisé et densément couvert de poils brun clair. Il n'y a que quelques racines très fines.
Les frondes sont isolées et assez régulièrement implantées sur le rhizome. Leur stipe a de 0,3 à 5,5 cm de long. Les limbes sont divisés de une à quatre fois et de forme étroitement ovale, de 30 cm sur 6,5 au maximum.
Les fausses nervures sont absentes.
Les sores, paractactiques, sont tubulaires, avec une très longue pointe sortant de l'indusie et portant à sa base les sporanges cupuliformes.
Les espèces du genre possèdent 36 paires de chromosomes.

## Distribution
Les espèces du genre sont présentes dans les régions tempérées et subtropicales de l'hémisphère sud.
Leurs habitats sont les forêts de montagne de faible altitude, tant terrestres qu'épiphytes des troncs d'arbre.

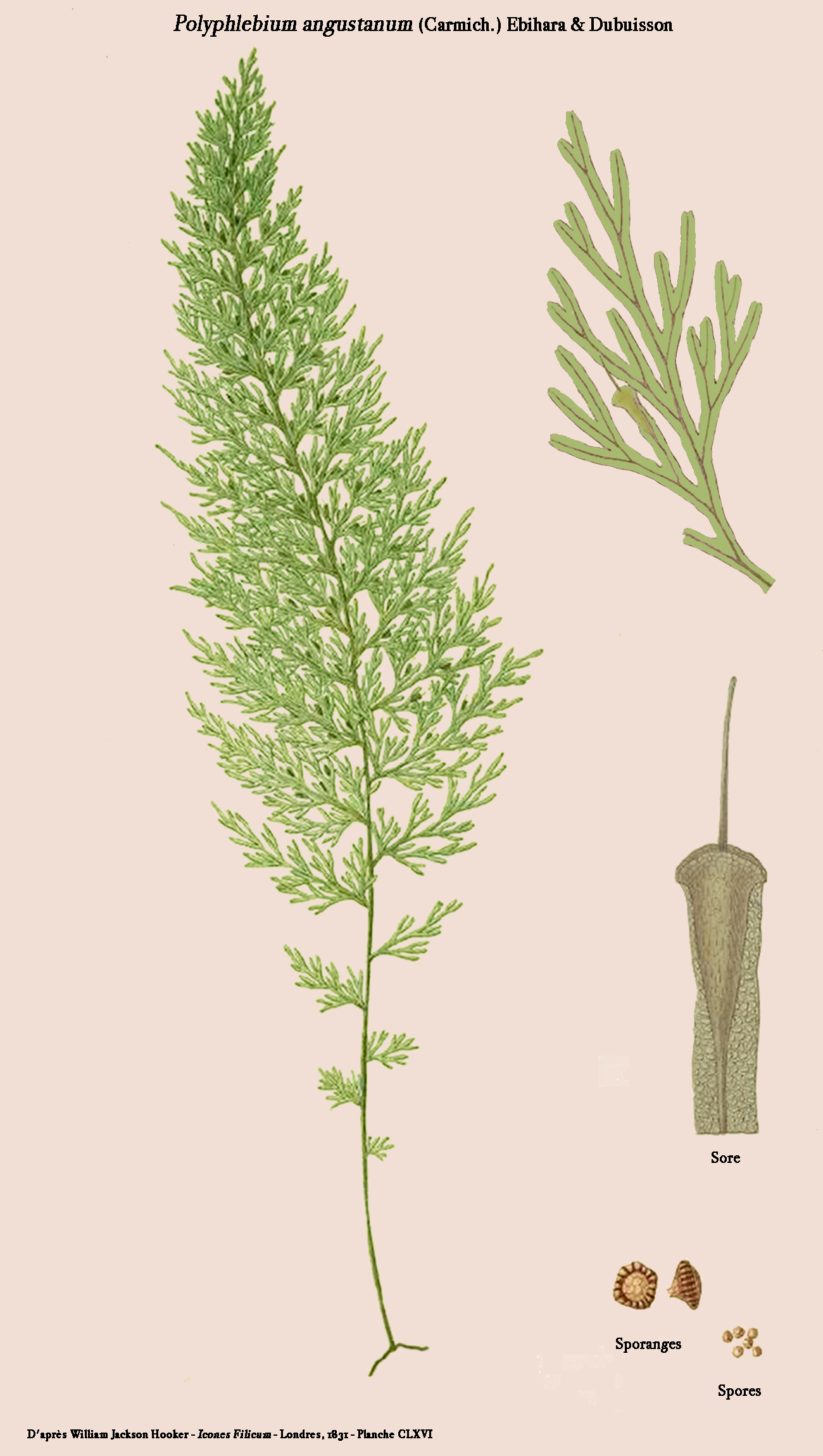
Polyphlebium angustatum
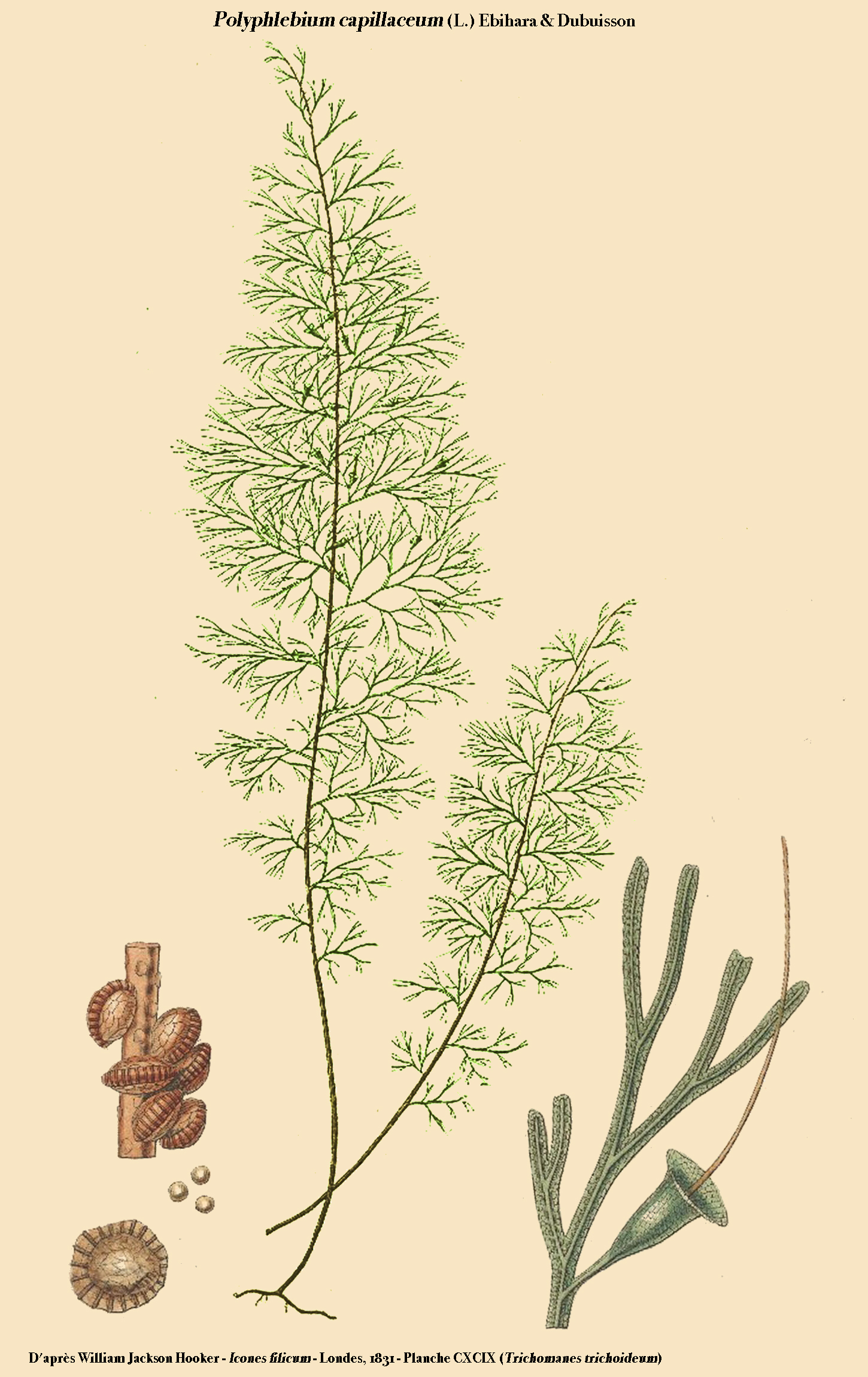
Polyphlebium capillaceum
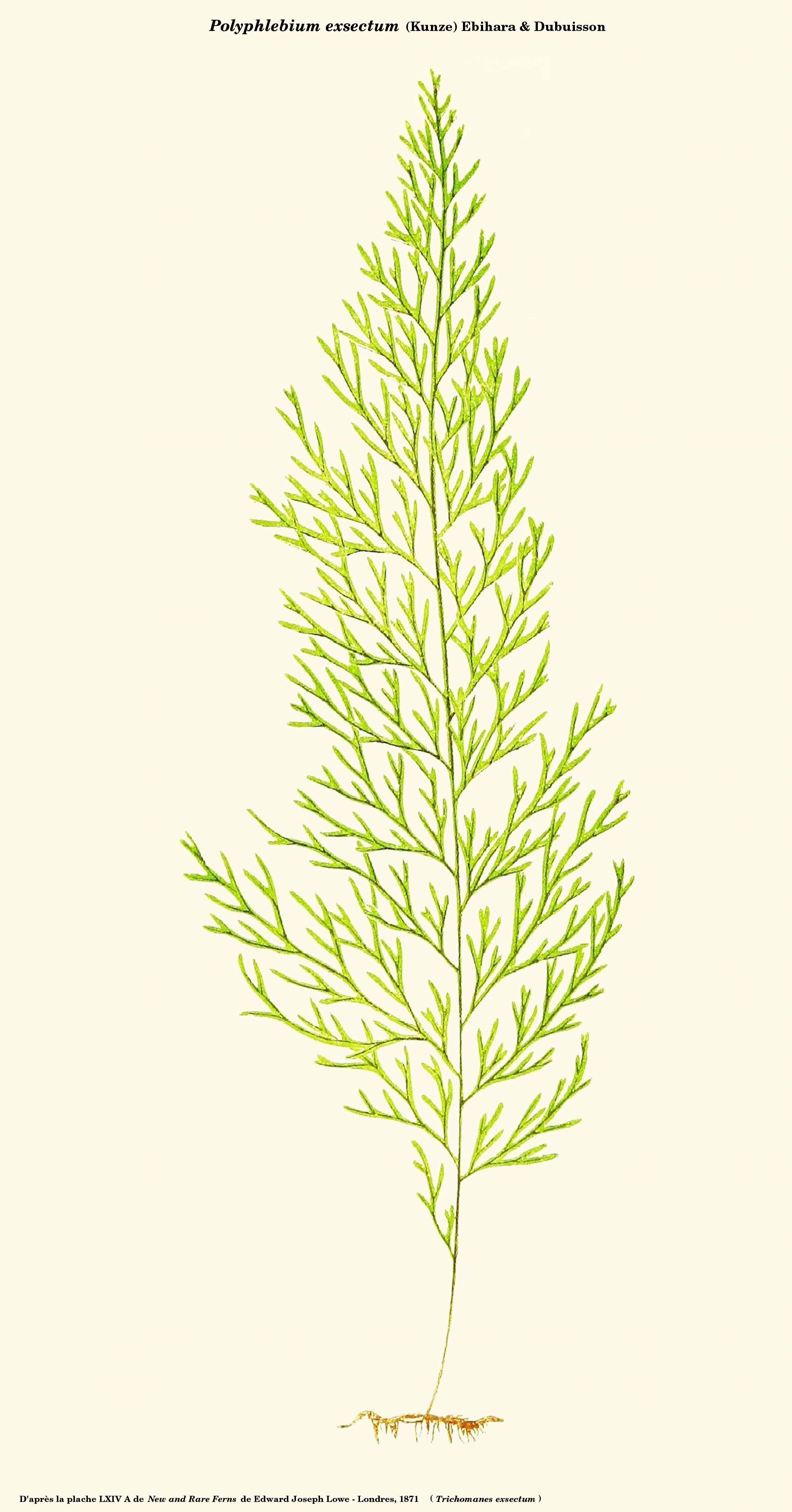
Polyphlebium exsectum
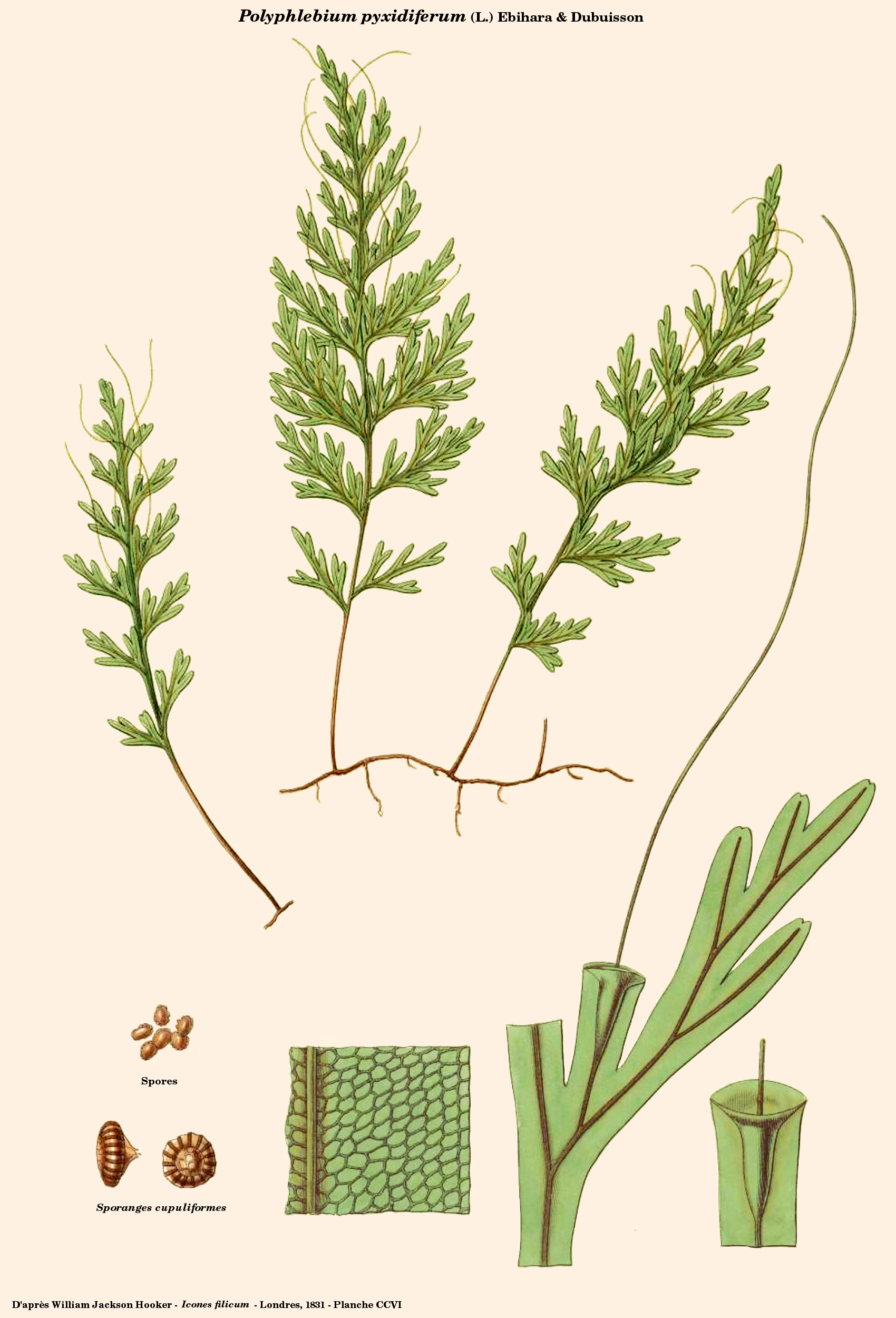
Polyphlebium pyxidiferum
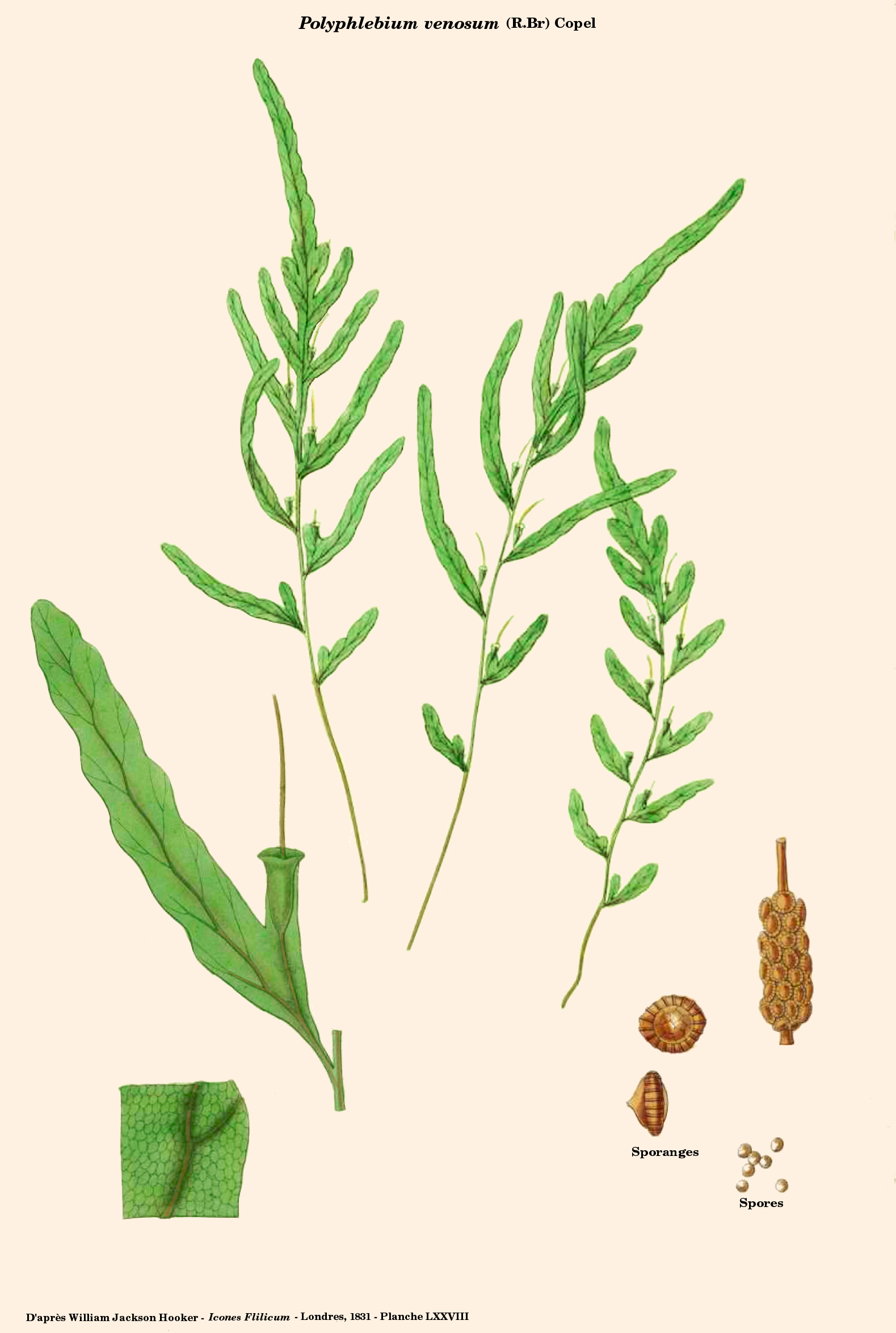
Polyphlebium venosum

## Historique du genre
Le genre a été créé en 1938 par Edwin Bingham Copeland : il s'agit en fait d'une redéfinition du genre Phlebiophyllum (1861) de Bosch que Prantl a transformé en section du genre Trichomanes et que Conrad Vernon Morton a redéfini en section du sous-genre Trichomanes.
En 1961, Harry Howard Barton Allan en fait un sous-genre du genre Trichomanes.
Enfin, en 2006, Atsushi Ebihara, Jean-Yves Dubuisson, Kunio Iwatsuki, Sabine Hennequin et Motomi Ito le redéfinissent en genre à part entière sur la base d'études de phylogénétique moléculaire.

## Liste des espèces
La liste des espèces a été constituée en premier à partir du document de Atsushi Ebihara, Jean-Yves Dubuisson, Kunio Iwatsuki, Sabine Hennequin et Motomi Ito, et a été complétée des indications des index IPNI et Tropicos à la date de juin 2010. Lorsque ces indications n'ont pas été suffisantes, en particulier pour les synonymies, elles ont été recherchées dans les documents et index historiques comme ceux de Conrad Vernon Morton, Carl Frederik Albert Christensen (en général retranscrit par l'IPNI), John Gilbert Baker et tout autre document disponible, en particulier sur le site de la librairie numérique sur la biodiversité.
- Polyphlebium angustatum (Carmich.) Ebihara & Dubuisson (2006) - Amérique centrale et du Sud, Tristan d'Acunha, Caraïbe (Synonymes : Trichomanes angustatum Carmich., Vandenboschia angustata (Carmich.) Copel.)
- Polyphlebium borbonicum (Bosch) Ebihara & Dubuisson (2006) - Afrique centrale et du sud, Madagascar, Polynésie, Amérique du Sud[7] (Synonymes : Crepidomanes borbonicum (Bosch) J.P.Roux, Trichomanes borbonicum Bosch, Vandenboschia borbonica (Bosch) G.Kunkel)
- Polyphlebium capillaceum (L.) Ebihara & Dubuisson (2006) - Caraïbe, Amérique tropicale (Synonymes : Trichomanes angustissimum C.Presl, Trichomanes capillaceum L., Trichomanes schiedeanum Müll.Berol., Trichomanes trichoideum Sw., Vandenboschia capillacea (L.) Copel.)
- Polyphlebium colensoi (Hook.f.) in Hook.) Ebihara & K.Iwats. (2006) - Nouvelle-Zélande (Synonyme : Trichomanes colensoi Hook.)
- Polyphlebium diaphanum (Kunth) Ebihara & Dubuisson (2006) - Amérique centrale et du Sud (Synonymes : Trichomanes diaphanum Kunth, Vandenboschia diaphana (Kunth) Copel)
- Polyphlebium endlicherianum (C.Presl) Ebihara & K.Iwats. (2006) - Polynésie, Nouvelle-Zélande (Synonymes : Trichomanes endlicherianum C.Presl, Crepidomanes endlicherianum (C.Presl) P.S.Green, Crepidopteris endlicheriana (C.Presl) Copel., Crepidophyllum endlicherianum (C.Presl) C.F.Reed, Reediella endlicheriana (C.Presl) Pic.Serm., Trichomanes tenue Brack., Trichomanes pyxidiferum var. marchionicum E.D.Br.)
- Polyphlebium exsectum (Kunze) Ebihara & Dubuisson (2006) - Chili du Sud, Chiloe, Juan Fernandez. (Synonymes : Trichomanes exsectum Kunze, Vandenboschia exsecta (Kunze) Copel.)
- Polyphlebium hymenophylloides (Bosch) Ebihara & Dubuisson (2006) - St. Vincent et les Grenadines, Amérique tropicale, Afrique (Synonyme : Trichomanes hymenophylloides Bosch)
- Polyphlebium ingae (C.Chr.) Ebihara & Dubuisson (2006) - Juan Fernandez. (Synonymes : Trichomanes ingae C.Chr., Vandenboschia ingae (C.Chr.) Copel.)
- Polyphlebium philippianum (J.W.Sturm) Ebihara & Dubuisson (2006) - Chili, Juan Fernandez (Synonymes : Trichomanes dichotomum Phil., Trichomanes philippianum J.W.Sturm, Vandenboschia philippiana (J.W.Sturm) Copel.)
- Polyphlebium pyxidiferum (L.) Ebihara & Dubuisson (2006) - Amérique tropicale, Caraïbe, Afrique tropicale, Polynésie, Asie (Synonymes : Trichomanes pyxidiferum L.,  Vandenboschia pyxidifera (L.) Copel., Trichomanes cavifolium Müll.Berol.)
- Polyphlebium venosum (R.Br.) Copel. (1938) - Australie, Tasmanie, Nouvelle-Zélande (Synonymes : Trichomanes venosum R.Br., Trichomanes venustulum Colenso) - Cette espèce est l'espèce type du genre
- Polyphlebium vieillardii (Bosch) Ebihara & K.Iwats. (2006) - Nouvelle-Calédonie (Synonyme : Trichomanes vieillardii Bosch)
- Polyphlebium werneri (Rosenst.) Ebihara & K.Iwats. (2006) - Nouvelle-Guinée (Synonyme : Trichomanes werneri Rosenst.)